# Жандарм (альпінізм)

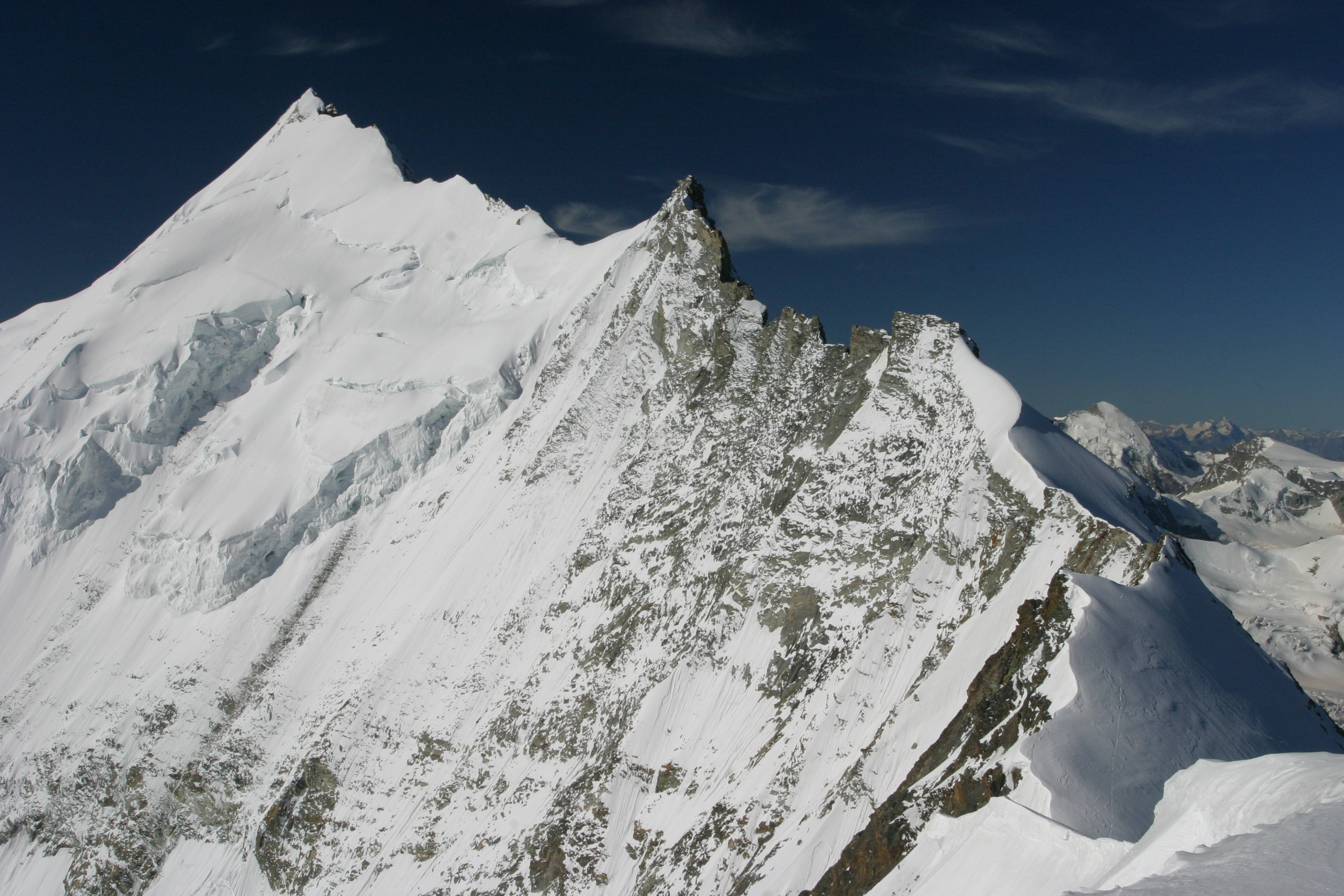
Північний хребет Вайсгорна, перерваний «Великим жандармом» (4331 м)

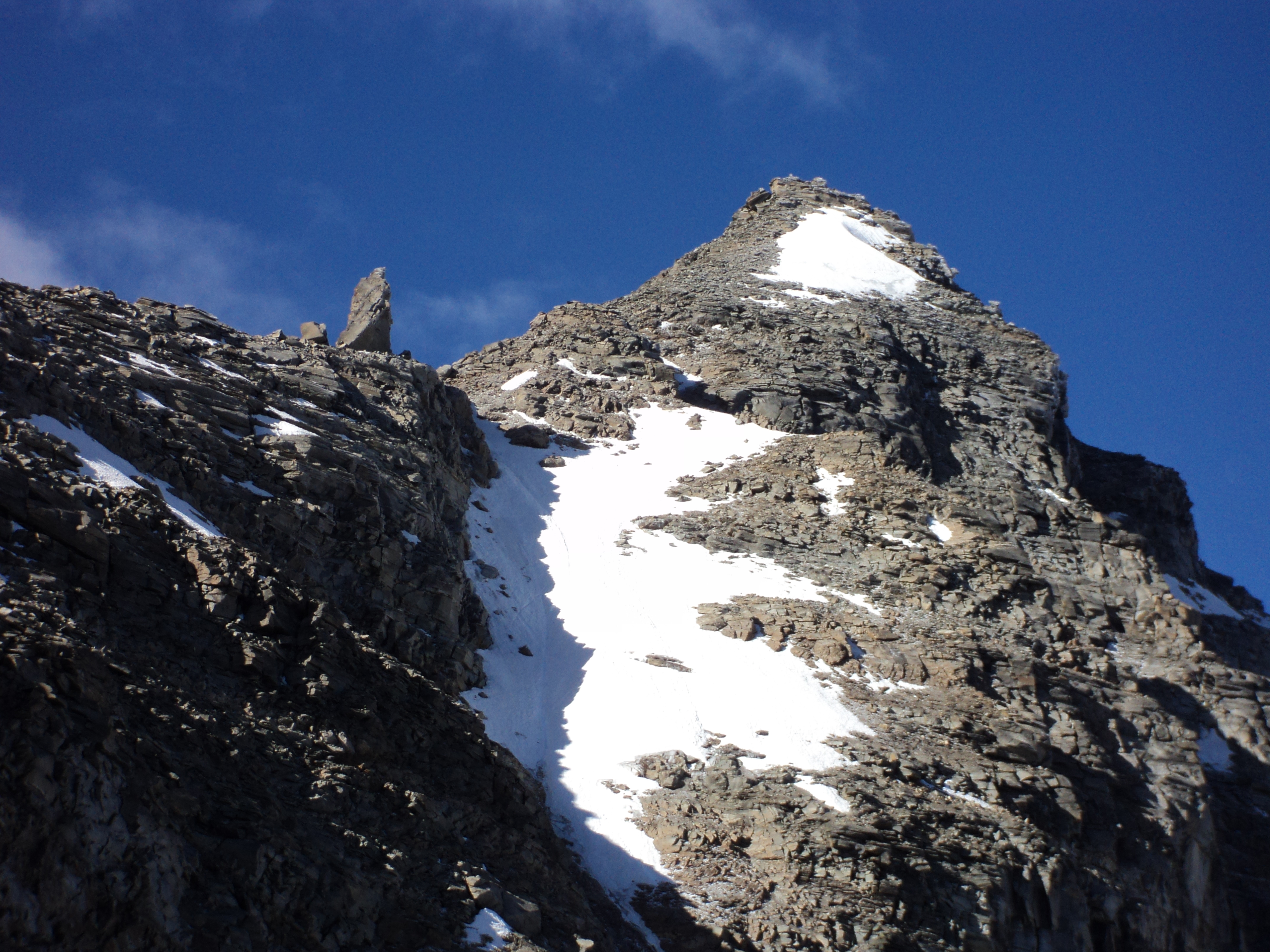
Північно-східний хребет Бекка-ді-Мончайр
з жандармом.

Жандарм (фр. Gendarme) — гострокутна скельна вершина (пінакль) з крутими схилами висотою до кількох десятків метрів, яка розташовуються на гребенях гірських хребтів, як правило, в околицях основних вершин.

## Географія
Жандарми характерні для альпійських районів. Вони часто формуються на перетині двох хребтів через нижчу ерозію в цих місцях гірських порід та льодовиків, ніж у прилеглих областях.
Іноді сходження на певні гірські хребти, вершини ускладнюється присутністю одного або кількох жандармів, які переривають лінійність хребта.

## Етимологія
Назва походить від Французьких Альп, де ці скелі сприймалися як нагадування про військову поліцію — жандармерію. Частіше всього ця назва використовується у розмовному сленгу альпіністів.